# Pisieu
Pisieu település Franciaországban, Isère megyében. Lakosainak száma 526 fő (2022. január 1.). Pisieu Beaurepaire, Pommier-de-Beaurepaire, Primarette, Revel-Tourdan, Saint-Barthélemy és Saint-Julien-de-l’Herms községekkel határos.

## Népesség
A település népességének változása:
| Lakosok száma | 361  | 315  | 362  | 515  | 539  | 538  | 531  | 521  | 523  | 526  |
|               | 1968 | 1982 | 1990 | 2006 | 2013 | 2015 | 2017 | 2019 | 2020 | 2022 |

## Testvérvárosok
- Sant Martí de Tous, Spanyolország, 1996 óta